# Ходячі мерці (сезон 6)
Шостий сезон американського драматичного серіалу жахів Ходячі мерці каналу AMC стартував 11 жовтня 2015 року. Сезон складається з 16 епізодів розділених на дві частини по 8 епізодів. Друга частина стартувала 14 лютого 2016. 
Серіал адаптовано для телебачення Френком Дарабонтом і базовано на однойменній серії коміксів Роберта Кіркмана, Тоні Мура та Чарлі Адларда. Виконавчі продесери: Роберт Кіркман, Дейвід Алперт, Скотт М. Ґімпл, Грег Нікотеро, Том Льюс і Гейл Енн Херд, зі Скоттом Ґімплом як шоуранером третій сезон поспіль. У цьому сезоні з'являються помітні герої коміку, такі як Хіт(Верес), Деніз Клойд, Двайт і Пол "Христос" Монро, а також є натяк на Ніґана та Грегорі.

## У ролях
Перша частина сезону зосереджена на Ріку і його групі, які прямують до общини Александрії Alexandria через низку проблем, зокрема загрозу від стада ходячих і атакою небезпечних сміттярів відомих як Вовки. Друга частина розповідає про те, як Рік і його компаньйони відкривають «Більший Світ» общин вижилих, утворюючи альянс з аграрною колонією Хіллтоп — противниками Рятівників, на чолі із безжальною Неґан. У цьому сезоні з'являються такі відомі герої коміксу як Хіт, Деніз Клойд, Скотт, Двайт, Пол «Ісус» Ровіа, Грегорі, і є натяк на Ніґан.

### Основний склад
- Ендрю Лінкольн у ролі Ріка Граймса, головний протагоніст серіалу, який бореться за баланс між жорстокістю та людяністю заради стабільного життя для своїх двох дітей.[3]
- Норман Рідус у ролі Дерріла Діксона, основний мисливець групи і вербувальник Александрії.[3]
- Стів Йон у ролі Гленна Рі, спритний, відважний і підбадьорливий чоловік Меггі та один з основних членів групи.[3]
- Лорен Коен у ролі Меггі Ґрін, вольової і упевненої дружини, яка залишилась єдиним членом сім'ї після смертей її батька, Гершеля, та сестри Бет[en].[3]
- Чендлер Ріггз у ролі Карла Граймса, підліток, син Ріка, чия нерозсудливість конфліктує з його мораллю.[3]
- Данай Гуріра у ролі Мішонн, шалена жінка-воїн з катаною.[3]
- Мелісса Мак-Брайд у ролі Керол Пелетьє, спритна і вольова жінка, колишня жертва домашього насильства.[3]
- Майкл Кадліц у ролі  Сержанта Абрахама Форда[en], колишній військовий сержант і друг Розіти.[3]
- Ленні Джеймс у ролі Морґана Джонса[en], перший з живих людей, з яким Рік стикнувся в першому сезоні, що змирився зі світом навколо.[3]
- Сонеква Мартін-Грін у ролі Саші Вільямс[en], колишня пожежниця, у якої посттравматичного стресового розладу через смерть брата Тайріза[en] і бойфренда Боба Стукі.[3]

## Виробництво
7 жовтня 2014, AMC продовжила Ходячі Мерці на шостий сезон. За словами Скотта Ґімпла  шостий сезон продовжує змішувати матеріал з коміксу із флешбеками деяких героїв:

### Знімання
Знімання сезону проходили в Сеної, Джорджія, на початку травня 2015 і завершились 17 листопада 2015. Сезон містить два розширених епізоди: прем'єрний і четвертий епізод.